# Герб Кам'янсько-Дніпровського району
Герб Кам'янсько-Дніпровського району — офіційний символ Кам'янсько-Дніпровського району, затверджений 26 червня 2003 р. рішенням сесії районної ради.

## Опис
На пурпуровому щиті золотий скіфський гребінь, над яким розташовано у вигляді дуги напис "Кам'янсько-Дніпровський район". Щит обрамлено декоративним картушем, на якому зображені колоски пшениці та виноградні грона. Картуш обвиває лазурова стрічка.